# OSCIP Andiroba

## Fundação da Andiroba
Por acreditar que a vocação do Acre  e da  Amazônia é a oferta de produtos oriundos de sua diversidade biológica, por negar de forma veemente qualquer alternativa econômica que pressuponha o desmatamento da floresta para cultivo de grãos  e  criação de boi, os fundadores da Andiroba defendem a produção florestal, como única alternativa para ocupação produtiva do Acre. 
Mais que isso, a organização dessa produção florestal terá que incluir desde o princípio ativo da  indústria da biotecnologia, passar pela produção de água e exportação de sementes florestais .  e pela comercialização de animais silvestres até chegar a atual  oferta de  madeira.
Um leque de produtos que deverão compor o que se denomina de cluster florestal que será, em um futuro próximo, o Vale do Silício amazônico.

## Onde a Andiroba atua
Tendo o Acre como referência territorial a atuação da Andiroba se concentra em  áreas rurais, cobertas por florestas e, incondicionalmente, onde a situação fundiária está resolvida, em especial, por meio da criação de uma  Unidade de Conservação.
A  Reserva Extrativista, um tipo especial de Unidade de Conservação inventada no Acre é considerada como prioridade para atuação da Andiroba.
Da mesma forma que o manejo florestal comunitário , para oferta de um leque de produtos que comporão o cluster florestal é a tecnologia empregada na atuação da Andiroba.

## Prêmios recebidos pela Andiroba
Ao longo de sua história a atuação da Andiroba foi várias vezes reconhecidas por meio de prêmios recebidos de renomadas instituições em nível nacional e internacional.
Um total de 3 prêmios merecem destaque:
- Prêmio  Objetivos do Milênio recebido em 2005 do  Programa das Nações Unidas para o Desenvolvimento.
- Prêmio de Empreendedorismo recebido em 2006 da organização holandesa Ashoka [6] com avaliação da  agência de consultoria McKinsey que possibilitou a compra de terreno e construção da sede permanente da Andiroba.
- Premio Samuel Benchimol [7] recebido no  Ministério do Desenvolvimento Regional voltado a iniciativas de  sustentabilidade na Amazônia, edição 2014.[4]

## Projetos Andiroba

### Projeto Microcrédito Florestal
Iniciado em 1999 e encerrado em 2010 a principal meta do Microcrédito Florestal da Andiroba foi a oferta de recursos financeiros a uma clientela de 7.600 empreendedores segmentados em extratores de  borracha (1.200); coletores de  castanha (800); manejadores florestais (2.000); beneficiadores de produtos florestais (1.600) e vendedores de produtos florestais (2.000).
O potencial de expansão dos clientes do microcrédito florestal incluía um total de 3 municípios do Vale do Rio Purus (a serem atingidos após dois anos de operação); 2 municípios do  Vale do Rio Envira (a serem atingidos após três anos de operação); e 7 municípios no  Vale do Rio Juruá a serem atingidos após cinco anos de operação.
O processo de expansão elevará o número de clientes atendidos a 20.748 empreendedores realizando operações médias de R$ 400,00 e totalizando uma carteira orçada em R$ 8.299.200,00.
A equipe técnica que compõe o setor de microcrédito florestal da Andiroba é composta por um gerente de microcrédito, por agentes de crédito e por agentes mobilizadores, além de uma equipe de técnicos que atuam em atividades meio.
O impacto ambiental e social da proposta é impressionante. Apresenta-se como instrumento de  inclusão social, de redução da pobreza e consolidação do  desenvolvimento sustentável na Amazônia. Afinal, nossos clientes são  populações tradicionais da Amazônia. Ou seja, são gerações após gerações de comunidades que, desde o final de  século dezenove, vem mantendo uma relação produtiva com o recurso florestal.
São mais de trezentos anos de ocupação produtiva da floresta que consolidou uma dupla dependência: os extrativistas sobrevivem do recurso florestal e a floresta sobrevive do extrativista. Afinal é o  extrativismo, elevado tecnologicamente ao manejo florestal de uso múltiplo, a principal alternativa produtiva e, igualmente, principal barreira para impedir o avanço do desmatamento sobre a floresta.
Essa clientela maneja um leque variado de produtos da floresta. A variedade de produtos é do tamanho da diversidade biológica da Amazônia. Estão incluídos nesse leque de produtos os  pescados, a  fauna silvestre, as  resinas, as frutas, as  gomas e assim por diante.
Cada grupo, ou segmento produtivo, como esses se diversificam em várias espécies, animais e vegetais, com dinâmicas produtivas e realidades de mercado próprias, em uma cadeia infindável de possibilidades de empreender.
Todas essas possibilidades produtivas podem se transformar em linhas de financiamento de curto, médio e longo prazos, formando a Carteira de Microcrédito Florestal da Andiroba, que tem duas prioridades:
 
1. Permitir o acesso dos extrativistas ao crédito, por meio do uso de garantias de relacionamento entre o agente e o tomador do empréstimo; e
 
2. Promover uma produção florestal que esteja inserida nos ideais de sustentabilidade atualmente preconizados. 

### Uso múltiplo da floresta e gestão comunitária em Reservas Extrativistas
Em fevereiro de 1988 uma área com 41.000 hectares no  Vale do Rio Acre foi transformada na primeira unidade de Reserva Extrativista da Amazônia, denominada de São Luís do Remanso. Após doze anos, foram conquistados mais de 3 milhões de hectares de reservas semelhantes na região. 
Sem dúvida, a regularização fundiária na Amazônia em área originalmente habitada por populações tradicionais foi um grande e sensível avanço na legislação agrária do país. As Reservas Extrativistas são um modelo de  Reforma Agrária, adequada à realidade da região, que vem sendo reproduzido em outras regiões do país e em outros países. 
No entanto, a discussão inicial sobre sustentabilidade destas unidades está longe de se esgotar. Apesar do esforço institucional realizado no sentido de priorizar a implementação de ações de caráter social, que possibilitasse alteração nas condições de vida das populações, que há mais de um século se reproduzem sob a floresta, a situação destas unidades ainda é motivo de preocupação. 
O investimento financeiro foi tímido frente a enorme demanda de uma realidade social até então isolada e esquecida pelas ações do Estado. E, no que concerne a geração de informações para orientar o estabelecimento de modelos de uso adequado dos recursos florestais por estas comunidades, a situação é ainda pior.
O volume de recursos financeiros, quer seja na forma de incentivos e fomento, quer seja na forma de pesquisas, destinados à busca da viabilização de atividades nocivas ao homem e ao meio ambiente amazônico, como por exemplo a pecuária, é de tal ordem de grandeza que seria até irônico uma tentativa de comparação.
Apesar disto, algumas iniciativas surgidas nos últimos cinco anos merecem destaque enquanto possibilidades de replicação e de assimilação como  políticas públicas importantes para Amazônia. 
É neste contexto que se insere o presente projeto. Por meio dele foram executadas uma série de atividades em uma das principais e pioneiras experiências de uso e gestão coletiva dos recursos florestais, o  Manejo Florestal de Uso Múltiplo na Reserva Extrativista do Porto Dias, localizada no município de  Acrelândia, no Estado do Acre.

### Projeto Paca de Acrelândia
No final da década de oitenta, vislumbraram-se possibilidades de mudanças na forma como tradicionalmente ocorria a produção  agropecuária na Amazônia. No Acre, foi precisamente em 1989, que a Fundação de Tecnologia Estadual  (Funtac) começou a delinear um consórcio de espécies florestais e  agrícolas a ser cultivado na mesma tarefa de roçado do produtor. 
Era o início do que viria a ser conhecido como  Sistema Agroflorestal (SAF). O SAF consorcia, mistura, na mesma área, espécies classificadas como permanentes, ou como semipermanentes, de ciclo médio, ou de ciclo longo, florestais ou não, com espécies da agricultura branca tradicional, de ciclo curto, como: milho, arroz, feijão e macaxeira. No início do plantio, quando as mudas das árvores e arbustos ainda estão no primeiro estágio, o produtor pode auferir renda com a cultura branca. 
A partir do segundo ou terceiro ano, quando o produtor normalmente abandona o plantio em busca de novas áreas, deixa para trás um plantio formado de espécies frutíferas e madeireiras. Na verdade, o produtor enriquece a  área de pousio, que periodicamente é tomada pela  capoeira. Ocorre que, tradicionalmente, na produção agrícola regional, o produtor abandona – para descanso (ou pousio) -, por tempo superior a cinco anos, a área de roçado utilizada para cultivo por determinado período consecutivo. 
Uma vez instalado o SAF, ao invés da formação de uma capoeira sem utilidade aparente na área abandonada, já no segundo ano existirá uma cultura permanente, formada por espécies de valor comercial, que pode gerar rendimentos para o produtor por mais de 15 anos. 
A ideia básica é contornar o problema do desgaste agronômico do  solo, resultado de sucessivas  queimadas, plantios e colheitas de culturas brancas, por meio do seu descanso prolongado. O produtor não mexe na terra e as culturas permanentes possibilitam melhoria sensível nas condições físicas e químicas do solo. Após esse longo período, o produtor tem novamente uma terra em boas condições para receber novos plantios de milho, arroz etc. 
Além disso, há outro significativo resultado produzido pela tecnologia do SAF. É que os pequenos e médios produtores agrícolas que obtêm certo nível de capitalização tendem, inevitavelmente, a apostar na pecuária bovina como opção de investimento. A instalação do SAF faz com que o produtor volte sua atenção para outro tipo de produção. 
Em vez de seguir na trilha da agricultura destinada a amansar a terra para a pecuária, o produtor tem a possibilidade de ir além na própria agricultura, saindo do ciclo curto, que exige trabalho árduo da família, para o ciclo médio e longo, com produtos de maior valor agregado e, o que é melhor, que exigem menos sacrifícios. 
No final das contas, o SAF tem a grande vantagem de afastar o produtor do caminho perigoso da pecuária. Mais importante ainda, o SAF tira o produtor do ciclo anual do desmatamento-queimada-plantio. E o leva a convencer seu vizinho a também não queimar, a fim de garantir o crescimento das culturas perenes.

### Ciliar Só-Rio Acre
Em meados de 2000, um grupo de pesquisadores envolvidos na elaboração do documento de  Estudos de Impactos Ambientais e do correspondente Relatório de Impacto Ambiental (EIA/Rima), para o licenciamento da obra da terceira ponte sobre o rio Acre, incluíram na relação de  medidas mitigadoras do empreendimento uma proposta a que denominaram “Ciliar Só-Rio Acre”. Ninguém imaginava, à época, que aquela ideia poderia chegar tão longe.
O plano era simples. Tinha como pressuposto o fato de que, ao se construir a ponte, um raio não inferior a 15 km à jusante e à montante do local da obra sofreria a pressão decorrente da ocupação imobiliária para fins diversos. Tal situação, uma vez que poria em risco a manutenção da  mata ciliar nesse trecho, ensejaria a proteção legal da área, de acordo com as prescrições do  Código Florestal então em vigor (Lei 4.771/65).
Dessa forma, o Ciliar Só-Rio Acre teria a função de garantir a integridade da mata ciliar –  na faixa de 30 km de largura legal -, retirando-a da área sob influência direta da ponte a ser construída. Previu-se uma série de ações, a maioria destinada à sensibilização e conscientização dos produtores e moradoras do trecho. 
A criativa designação Ciliar Só-Rio Acre tinha em mira fazer referência aos cílios dos olhos - que protegem a retina da poeira e de outros resíduos -, à alegria de ver o rio protegido, e, finalmente, de reforçar e conferir visibilidade ao termo mata ciliar, pouco empregado e pouco conhecido até então.
Ocorre que as vegetações presentes ao longo dos  cursos d’água possuem denominações que guardam distinções veementemente defendidas pelos cientistas que se dedicam ao seu estudo. São designadas como floresta ripária, de várzea, de igapó, e assim por diante. A inserção de todas essas diferentes formações florestais no conceito atribuído à mata ciliar foi proposital, e, como se poderá ver adiante, surtiu o efeito desejado. 
Existem muitas controvérsias em relação aos rios amazônicos e os seus respectivos  regimes de secas,  cheias e alagações. Em geral, não se diferenciam as consequências dos eventos climáticos naturais das implicações decorrentes do modelo de ocupação socioprodutiva ancorado na pecuária bovina, atividade que degrada de forma inaceitável os recursos hídricos na Amazônia. 
Na maioria das vezes, os pesquisadores se perdem na discussão acerca da causa,  antrópica ou natural, da degradação dos rios; e mesmo quando aquiescem que a causa é antrópica, consideram-na como resultado da ação localizada no próprio rio, ou de tudo de ruim que o homem vem causando para o planeta. Ou seja, os que consideram não haver solução para os problemas do rio, ou que essa solução depende do que acontece no mundo, costumam se digladiar com aqueles que não veem alternativa para o modelo baseado na agropecuária.

### Ciliar Cabeceira do Purus
O Rio Purus corta, transversalmente, todo o território do Acre durante o momento mais importante para manutenção das características ecológicas de sua imensa  bacia hidrográfica: consolidação das cabeceiras, da nascente à foz do  Rio Iaco. 
É nesse trecho que o Purus se forma e se consolida como um dos mais importantes tributários do  Rio Amazonas. Degradar essa extensa área de influência das cabeceiras significará comprometimentos variados às outras bacias hidrográficas localizadas à jusante. Ocorre que com o asfaltamento da  BR 364, no sentido Rio Branco a  Cruzeiro do Sul (fronteira com o  Peru) o vetor de ocupação produtiva do Acre assumiu novo eixo, em direção às áreas ainda não exploradas para produção de madeira e onde a pecuária ainda se apresenta incipiente, como caso do primeiro município a ser ligado com a pavimentação,  Manuel Urbano, localizado às margens do Purus. 
Nessa perspectiva o projeto pretende atuar em duas diretrizes principais. Primeiro iniciar um estudo de diagnóstico, pioneiro diga-se, das características da mata ciliar presente no Purus em seu percurso acriano. Segundo mapear todos os trechos críticos de degradação de mata ciliar que exigem restauração florestal. Terceiro mapear matrizes das 20 espécies de maior ocorrência na mata ciliar. 
E, finalmente, estabelecer sistema fenológico para produção de sementes e mudas das 20 espécies selecionadas.

### Manejo florestal comunitário do cacau nativo
A inclusão do  cacau nativo na cesta de produtos ofertados pelos extrativistas e agricultores familiares que vivem às margens do Rio Purus e na  Reserva Extrativista Chico Mendes adquiriu importância especial, na medida em que contribuiu para criar trabalho e renda na região, para melhoria das condições sociais de pequenos produtores em estágio elevado de isolamento e, não menos importante, para promover o uso sustentável da diversidade biológica existente no ecossistema florestal da Amazônia, o que é apontado como a principal saída para manutenção da floresta. 
Para ajudar os associados da Cooperar, cooperativa de extrativistas do cacau, a ampliar sua produtividade, tendo em vista que os produtores conseguiam ofertar 9 toneladas de semente de cacau, enquanto a empresa compradora tinha demanda para 40, os pesquisadores realizaram um amplo processo de levantamento estruturado em 6 estudos principais: mapeamento da dispersão do cacau nativo com  imagem de satélite, inventário florestal  da área de ocorrência, logística de produção da semente de cacau, socioeconomia da população extrativista envolvida na produção, genética dos cacaueiros e, por último, teste dos protocolos de manejo. 
Todos esses estudos são subsidiários ao Plano de Manejo Florestal Comunitário, documento que tem duas finalidades importantes: servir de referencia para Cooperar gerenciar toda produção e chegar às 40 toneladas de cacau nativo demandadas; e, possibilitar o  licenciamento ambiental de toda  cadeia produtiva do cacau nativo do Purus. 
O Plano foi concluído e entregue à Cooperar em outubro último e inicia-se agora uma nova e decisiva etapa para produção familiar do cacau nativo do Purus, a de implementação do Plano. É nesse contexto que se insere o presente projeto de extensão para inovação tecnológica e de experimentação. 
Ocorre que o Plano prevê a execução de um conjunto de seis Protocolos de Manejo, sendo que cada um representa algum tipo de inovação tecnológica, que, no conjunto ampliarão a produção no povoamento nativo de cacau para alcançar as 40 toneladas demandadas pelo contrato comercial da Cooperar. 
Testar, executar e tornar o produtor familiar proprietário do Plano, por meio da extensão para inovação são os principais objetivos do projeto.

### Igarapé Santa Rosa em Xapuri
Com objetivo primordial de demonstrar que é possível a recuperação de fluxos de água contaminados por  esgotos domiciliares e que cortam  áreas urbanas, uma parceria ampla de instituições, que envolve a Prefeitura Municipal de Xapuri , a Associação de Moradores do Bairro Baía, o  Fundo Mundial para a Natureza (WWF), e a Associação Andiroba, contando com o imprescindível apoio financeiro da  Fundação Banco do Brasil, deram início ao Projeto Igarapé Santa Rosa em  Xapuri.
A ideia principal da iniciativa é instalar um total de 270  fossas sépticas, sendo uma para cada residência, localizadas na área de influência do Igarapé Santa Rosa em sua porção urbana, dentro da cidade de Xapuri. Com a limpeza do esgoto doméstico espera-se uma redução drástica nos níveis atuais de degradação observados na água que flui no leito do Igarapé.
Cadastradas na Rede de Tecnologia Social, que é gerida pela Fundação Banco do Brasil, a tecnologia social da fossa séptica, a ser implantada junto às residências localizadas no Igarapé Santa Rosa, é apontada como de baixo custo e retorno expressivo ambiental no tratamento de esgoto sanitário domiciliar. 
Na verdade a preocupação e atuação dessas instituições com relação ao estágio de  degradação ambiental existente no Igarapé Santa Rosa não é de agora. Ainda em 2009 o WWF, em conjunto com a Prefeitura de Xapuri e a Secretaria Estadual de Meio Ambiente , realizou um importante estudo denominado de “Diagnóstico Sócio-Ambiental e Mapa de Atores Sociais da Microbacia Hidrográfica do Igarapé Santa Rosa” .
Foi, por sinal, a partir das informações originadas nesse diagnóstico que foi possível detectar as reais condições de degradação ambiental existente no Igarapé e a tomada de decisão com relação as ações para reverter essa situação.
Enquanto isso, a Associação Andiroba, por sua vez, em conjunto com uma equipe de pesquisadores oriundos da  Engenharia Florestal da  Universidade Federal do Acre, concretizava o estudo sobre os impactos e as alternativas para restauração florestal da mata ciliar do Rio Acre, em sua porção xapuriense. 
Os estudos realizados pelo projeto denominado de Ciliar Só-Rio Acre, contribuiu para desenvolver uma metodologia de restauração florestal que foi posteriormente empregada no trajeto, em área, rural do Igarapé Santa Rosa.
Com apoio da Secretaria Estadual de Meio Ambiente, por meio de edital de licitação vencido pela Associação Andiroba, foi possível analisar o remanescente da mata ciliar existente na parte rural do Igarapé Santa Rosa e propor um projeto de restauração florestal para ligar, com vegetação florestal, os diversos remanescentes de vegetação (ou moitas como são chamadas pelos produtores) ainda existentes.

## Livros
Para atender públicos distintos, os conteúdos dos livros foram produzidos como ferramenta de extensão inovadora, conforme se poderá notar na descrição de cada um apresentada abaixo.

### Manejo florestal comunitário: Cacau Nativo do Purus, 2012
Quando em algum lugar da imensa floresta tropical amazônica, uma experiência consegue reunir pesquisadores, instituições e pequenos produtores, para manejar algum produto oriundo da consagrada diversidade biológica existente no ecossistema florestal, com objetivo de gerar renda e, contra todas as previsões, consegue ser bem sucedida, no mínimo, merece ser registrada.
Afinal, muito embora a região seja rica em experiências envolvendo recursos florestais e seu manejo por alguma comunidade, nem sempre é possível fazer com que a produção tenha a perenidade necessária, para resistir aos variados entraves que surgem no cotidiano da atividade florestal na Amazônia.
Exigências não faltam e todas, com pouquíssimas exceções, travam o manejo florestal praticado por comunidades amazônicas. São problemas relacionados às exigências normativas, quase sempre exageradas e sempre ineficazes, às exigências de  mercado, quase sempre insuperáveis pelas comunidades, exigências ambientais, sempre inalcançáveis e incompreensíveis para realidade comunitária e, por fim, exigências trabalhistas impraticáveis.
Na grande maioria das vezes o que acontece é o extremo paradoxo, onde existe um farto ecossistema florestal, com várias oportunidades de negócios, um mercado que demanda pelos produtos e uma massa trabalhadora que sabe, por tradição, manejar a floresta para ofertar os produtos que viram negócios e, por incrível que pareça, nada acontece.
Com um ingrediente a mais. Não há, também na imensa maioria das vezes e apesar de alguns desavisados e poucos afetos à realidade amazônica teimarem em discordar, problemas tecnológicos insuperáveis ou de comprometida solução. 
Para entender melhor, existe tecnologia, compatível com a realidade das comunidades, em especial no que se refere à quantidade de trabalho disponível e à capacidade de investimentos, para explorar os recursos da biodiversidade amazônica de acordo com os ideais de sustentabilidade atualmente preconizados.
Todavia, se é como afirmado acima, a pergunta que surge é óbvia. Porque as comunidades florestais amazônicas apresentam os piores  índices de desenvolvimento humano, vivem em situação permanente e antiga de exclusão e não conseguem superar os fatores limitantes de uma produção florestal manejada.
Pelo contrário, as comunidades de manejadores florestais costumam adentrar no nebuloso e sem volta universo da pecuária extensiva, para criação de boi, praticando uma atividade para qual não esta preparado e que requer uma escala, ou tamanho, sobretudo de terra desmatada, que ele no geral não poderá dispor, nem hoje e muito menos no futuro próximo.
O paradoxo se mantém. O produtor amazônida, não consegue entrar ou se manter na atividade florestal, por razões difíceis de se diagnosticar, mas que não envolvem a existência de recurso florestal, de trabalho, de investimento ou de tecnologia. 
É impedido por forças alheias ao tripé da produção preconizado pela economia. Uma mistura inusitada de preconceito, tanto para com o manejador florestal quanto para com o uso da biodiversidade, e de ausência de bom senso, que não garante a manutenção das espécies, vegetais ou da fauna, e não possibilita seu uso econômico, o que, por sua vez, poderia trazer alguma esperança para a conservação da floresta.   
Viabilizar o Manejo Florestal Comunitário, para exploração do potencial econômico da biodiversidade é o melhor caminho e a ciência, sobretudo aquela praticada na própria Amazônia, já comprovou isso.   
Uma única certeza: a culpa pelo bloqueio da produção florestal comunitária não está na floresta e, sim, no que acontece fora dela.

### Ciliar Só-Rio: Mata Ciliar no Rio Acre, 2013
A ocupação da Amazônia foi possível graças aos seus rios. Para que a região tivesse seu maior e mais impressionante ciclo de riqueza, navegaram pelos rios navios de grande calado, abarrotados de pessoas e de produtos. No Acre não foi diferente. Foram os rios que deram acesso ao território e permitiam escoar a produção de borracha. É difícil imaginar que o rio Acre de hoje é o mesmo daquela época, quando até aviões pousavam em seu leito caudaloso. 
Oscilando entre secas e alagações que ocorrem em espaço de tempo cada vez menor, atualmente o rio Acre está assoreado e com o seu equilíbrio hidrológico comprometido. Mas esse diagnóstico não é novidade. Pesquisadores e instituições já alertaram, mais de uma vez, quanto ao elevado nível de degradação existente na bacia hidrográfica do rio Acre. 
Todavia (e infelizmente), se o diagnóstico é compartilhado por muitos, as soluções não o são.
Ideias esdrúxulas surgem a todo instante para resolver o problema da escassez (seca) ou excesso (alagação) d’água, mas nenhuma se volta para o rio, no intuito de encontrar as causas do recorrente diagnóstico. Ora se alvitra mudar o trajeto do rio; ora se cogita canalizá-lo (por meio dos tais “bolsacretos”). Até mesmo a construção de várias barragens (as chamadas “eclusas”) já chegou a ser proposta, o que transformaria o curso d’água em vários açudes.
Indo mais fundo no diagnóstico e propondo soluções para a recuperação do rio, este livro traz a experiência adquirida com o premiado projeto Ciliar Só-Rio Acre. A principal ideia contida aqui é que está na mata ciliar a reposta para fazer com que o rio Acre volte a ser como era.

### Da Amazônia: 100 Artigos, 2013
Desde 2005, uma série de artigos foram elaborados e publicados, todas as semanas, com objetivo principal de trazer para a imprensa e para a sociedade a espinhosa discussão sobre sustentabilidade. Algo complexo e cuja dificuldade se agrava, em muito, quando a sustentabilidade se refere a uma região do planeta bem especial e que chama atenção do mundo: a Amazônia.
Acontece que sustentabilidade, como se diz por aí, cada um tem a sua. 
Há, por exemplo, os que defendem a ocupação da Amazônia pela expansão da fronteira agropecuária, mais pecuária que agrícola diga-se, que acreditam na possibilidade dessa atividade ser realizada de maneira sustentável. Acham que um desmatamento e uma queimada, atividades indispensáveis para se plantar o capim, pode ser, assim, contextualizada se existirem áreas de florestas ainda intactas, mesmo que muito distantes.
Da mesma maneira que ainda há os que pensam que a geração hidroelétrica de energia é menos sustentável que a nuclear, ou, pior ainda, que as termoelétricas movidas a óleo diesel. Além dos românticos que veem metrópoles de mais de 1 milhão de habitantes, na Amazônia, sendo abastecidas pela energia solar e eólica.
Infelizmente o conceito de Desenvolvimento Sustentável, cunhado durante a histórica conferência da Organização das Nações Unidas, ONU, realizada no Rio em 1992, também conhecida por Eco 92, exigiu um esforço enorme da diplomacia internacional para sua definição. Cada palavra teve que ser negociada de forma exaustiva, para conseguir o acordo de mais de 180 países associados à ONU.
Que o conceito não seria definido de maneira objetiva, com elevado grau de especificidade, era evidente para todos os participantes, mas esperava-se chegar ao mais próximo possível da realidade diária das pessoas, famílias, governos e empresas.
Um primeiro passo importante na definição de um conceito que fosse consensual foi a opção por relacionar sustentabilidade à capacidade do meio ambiente satisfazer as demandas da humanidade. Uma segunda linha conceitual tentou relacionar sustentabilidade, com a intensidade e tecnologia de exploração de recursos naturais, praticados em cada país, o que se mostrou, dado as diferenças acentuadas entre países pobres e ricos, um tanto constrangedor.
Satisfazer as necessidades atuais da humanidade sem comprometer a capacidade de satisfação das necessidades das futuras gerações, foi a definição que colocou o conceito de Desenvolvimento Sustentável no centro da discussão a respeito do compromisso que as pessoas atualmente podem assumir para que seus filhos e netos, as futuras gerações, não sejam privadas de ter casa, comida, carro e roupa lavada.
Evidente que toda interpretação desse conceito, que consta de uma gama variada de teses de doutorado e dissertações de mestrado, embora consigam explicar a importância da sustentabilidade para o futuro do planeta, carece de uma leitura concreta das implicações da sustentabilidade na vida das pessoas, o que, por sinal, esbarra em uma série de dificuldades.
Ocorre que o conceito de Desenvolvimento Sustentável é impreciso, inconcluso e incompreensível, o que faz com que o resultado de sua aplicação seja, para muitos, considerado imprevisível, da mesma forma que ninguém duvida de que essa aplicação é inadiável.
O conceito é impreciso devido a generalidade contida no significado de satisfação de necessidades; é inconcluso pois deixou sua conclusão para uma série de futuras negociações em Convenções da ONU; e, é incompreensível uma vez que somente alguns poucos familiarizados com o tema da sustentabilidade conseguem explicá-lo, ou melhor, interpretá-lo.
Com tamanha falta de clareza contida em um conceito não seria difícil supor que colocar em prática os ideais de sustentabilidade pode trazer implicações imprevisíveis, porém com um adendo, são implicações menos preocupantes que a rota inexorável da crise ecológica advinda do processo atual de desenvolvimento praticado no mundo. Ou seja, imprevisível sim, mas para melhor e por isso, urgente.
Inadiável, mesmo sendo imprevisível, e engana-se aquele que acha que nada tem acontecido. Uma série de ações de política pública tem sido desencadeada mundo afora com objetivo explícito de avançar em direção à sustentabilidade. Até mesmo os incrédulos devem concordar que o mundo hoje, nem de longe é igual ao que existia antes da Eco 92.
Acontece que a sensação de fracasso que toma conta da sociedade após cada Conferência da ONU, como a recente Rio + 20, pode ser explicada em boa medida, pela dificuldade em fazer com que as diretrizes contidas no conceito de Desenvolvimento Sustentável cheguem, com clareza, ao cotidiano da humanidade.
A sustentabilidade do dia-dia, aquela que depende do que se faz no cotidiano e que a maioria das pessoas conseguiram traduzir na separação do lixo, economia de água e na energia elétrica alternativa, somente para ficar nos melhores exemplos, ainda carece de maiores detalhes.
A sustentabilidade do dia-dia deve ir bem além do lixo, da água ou da eletricidade, deve chegar até ao que se consome desde o momento em que se acorda até a hora de dormir. Nesse intervalo de tempo cada pessoa se vê diante de decisões de consumo de vários itens que podem aproximar ou afastar a sociedade do caminho da sustentabilidade. Trata-se de um conjunto de coisinhas que parecem insignificantes, mas que, fazem enorme diferença.
Em resumo, a sustentabilidade do dia-dia é uma maneira, menos complexa diga-se, para entender e praticar o conceito de Desenvolvimento Sustentável.
Embora extensa, a digressão sobre sustentabilidade feita acima, que o leitor deve de antemão desculpar, procurou propositadamente situar o conteúdo dos artigos apresentados nesse livro, que tratam da tamanha complexidade existente para tornar os detalhes sobre o Desenvolvimento Sustentável da Amazônia, algo que seja compreensível para muitos.
A esse desafio se ocupa o livro. Trata-se de uma coletânea de 100 artigos publicados em sites especializados, como o da Associação Andiroba, e em um jornal de circulação local, nos últimos anos. 
Pela relação de assuntos abordados nos artigos, é fácil perceber o tamanho da empreitada assumida pelos autores. Afinal, discutir com franqueza e, o mais importante, argumentação técnica, temas de tal relevância para a Amazônia, exigiu, além de muita pesquisa, uma disposição única para polemizar.
São essas polêmicas, suscitadas pela argumentação técnica, que fazem dos artigos textos provocativos, que levam o leitor a parar para pensar. Esse é o objetivo principal do livro: fazer pensar, sobretudo no futuro que se vislumbra para a Amazônia.  
A conclusão, a que o leitor poderá chegar rapidamente é de que esses temas polêmicos, todos eles, possuem soluções, mas que para encontrá-las será necessário se dispor a compreender seus detalhes técnicos. 
Em suma, com amadorismos e as costumeiras aventuras, a Amazônia não encontrará a sustentabilidade que o mundo espera dos amazônidas.

### Ciliar Cabeceira: Mata Ciliar no Rio Purus, 2017
Originado na execução de um projeto homônimo financiado pelo CNPq, o livro teve por objetivo registrar essa inusitada experiência. Afinal, foi no rio Purus e na área considerada sob influência de sua cabeceira, que inclui os municípios de Sena Madureira (a partir da foz do rio Iaco), Manuel Urbano e Santa Rosa do Purus, onde os estudos, discutidos no livro se realizaram.
Tomando-se por referência a experiência adquirida na execução do projeto Ciliar Só-Rio Acre, que analisou em pormenores a composição e situação atual da mata ciliar presente nos oito municípios cortados pelo rio Acre, foi possível a aprovação e execução, por um conjunto de instituições, do projeto Ciliar Cabeceira do Purus.
Esse livro, enfim, discute os resultados obtidos a partir de dois estudos principais realizados na mata ciliar presente na área de influência da cabeceira do rio Purus. O primeiro estudo mapeou, com imagens de satélite, uma extensa faixa de 2 quilômetros de largura de cada margem do rio e, o segundo, analisou a composição e os tipos de florestas existentes nessa faixa.
Para auxiliar na compreensão de cada estudo bem como sobre as conclusões discutidas pela equipe de pesquisadores, optou-se por dividir os temas em cinco partes distintas e bastante relacionadas.
As cinco partes são apresentadas logo depois de um sumário executivo que foi elaborado para aqueles que preferem uma leitura rápida. Apesar de resumir o conteúdo do que é discutido em todo livro, engana-se quem pensa que há repetição de textos ou coisa parecida. O sumário executivo sintetiza, sem corte e colagem, as elaborações textuais contidas no conteúdo do livro. 
Em sua primeira parte são discutidas as impressões dos membros da equipe que participaram da expedição de reconhecimento ao rio Purus. Durante um período de 10 dias o seleto grupo de pesquisadores percorreu o trecho do rio Purus que vai da foz do rio Iaco, em Sena Madureira, até a sede urbanizada da cidade de Manoel Urbano.
Considerado o trecho com maior intensidade na ocupação antrópica, uma vez que o desmatamento no sentido da nascente até o município de Santa Rosa do Purus é deveras inferior, os pesquisadores se assustaram com a predominância da pecuária nessa região e com a variedade de transporte fluvial destinado às trocas comerciais envolvendo gado.
Logo a seguir na segunda parte são descritos os resultados obtidos com o mapeamento da ação antrópica e o Inventário Florestal da mata ciliar, além dos achados que cada um possibilitou, como no caso do cálculo do indicador IVI-Mata Ciliar.
Em sua terceira parte o livro trata de algumas ações de extensão florestal levadas a cabo com objetivo principal de envolver as pessoas residentes nos 3 municípios, no tema da conservação da mata ciliar do rio Purus.
Continuando, em sua quarta parte o livro descreve o que se chamou de Manual do IVI-Mata Ciliar, contendo um conjunto de procedimentos para o cálculo do indicador e a obtenção de uma lista de espécies florestais que deverão ser empregadas em projetos de restauração florestal da mata ciliar, em trechos considerados críticos do rio por terem sido degradados em cada cidade.
Finalmente, na quinta e derradeira parte são apresentadas, a título de contribuição para os que se interessarem em estruturar grupos de pesquisas em universidades e outros institutos sobre a mata ciliar em rios amazônicos, sugestões de linhas de pesquisas e os pressupostos que podem ser adotados pelos técnicos para orientar seus estudos. 
Para encerrar, aqueles que participaram da elaboração desse livro acreditam que, diante da incômoda lacuna de informação sobre mata ciliar, tema negligenciado, inclusive, quando da elaboração do Zoneamento Econômico e Ecológico do Acre, o livro chega em momento mais que oportuno.
Da mesma forma que pelo pioneirismo do Ciliar Cabeceira, parece evidente que o livro, mais que deduções definitivas, fornece várias pistas sobre muitas coisas, sem poder afirmar, em muitos casos, sua comprovação científica.
São, contudo, pistas que podem de forma definitiva, mudar a visão sobre a importância da mata ciliar dos rios amazônicos. Esse, sem dúvida, o melhor legado do livro.

### Da Floresta: 100 Artigos, 2018
Este é o volume final de uma série de três livros, que reúnem artigos publicados semanalmente pelos autores desde meados de 2005, em jornais diários de circulação no Acre e em sites especializados. 
Os artigos abordam temas relacionados ao cotidiano da Amazônia e às implicações dessa realidade para a sustentabilidade da própria região, do país e do planeta.
A primeira coletânea, intitulada “Do Acre: 100 Artigos”, foi publicada em 2009; a segunda, “Da Amazônia: 100 Artigos”, em 2013. O presente volume abrange artigos publicados entre 2013 e 2017.
Sob um ponto de vista muitas vezes dissonante do senso comum, os artigos abordam problemas que, embora recorrentes, são em geral preteridos pela imprensa, sempre sensacionalista, e recusados pela classe política, temerária de perder votos.
Mais do que temas, propõe-se ao leitor, a bem da verdade, o que se poderia chamar de “causas para se engajar” – dez, para ser exato, todas invariavelmente relacionadas aos rumos e à sustentabilidade da Amazônia. 
E embora os artigos não tenham a pretensão de persuadir ou doutrinar, numa coisa todos haverão de concordar: são assuntos que merecem ser avaliados com mais detalhe e informação, isto é, sob um olhar mais criterioso, sem a generalização e a marca da excentricidade que frequentemente caracterizam os diagnósticos sobre a Amazônia. Enfim, são 10 causas complexas, mas que certamente valem a leitura.
Ainda que seja comum confundir o conceito de sustentabilidade com o de estabilidade no crescimento econômico, uma coisa é certa: desde a virada do século XXI a Amazônia patina na economia, a despeito de ter se afastado da sustentabilidade.
Ou seja, o fato de se comprometer a sustentabilidade da região não tem ajudado a potencializar sua dinâmica econômica. É o pior dos mundos. Cabe esclarecer que, na Amazônia, a opção pela sustentabilidade implica ancorar a economia na exploração da biodiversidade florestal presente em seu pujante ecossistema.
Como reiteram os estudiosos que se debruçam sobre o tema, a instalação de atividades produtivas voltadas para extrair, industrializar e comercializar matérias-primas oriundas da floresta promove, por assim dizer, a vocação produtiva regional.
Sem meias palavras, é o seguinte: a cada boi que nasce, a Amazônia se afasta da sustentabilidade; a cada quilo de carne de paca que se produz, a região se aproxima da sustentabilidade.

### Economia e sustentabilidade na Amazônia, 2019
Na primeira parte, o livro traça um paralelo entre os ideais de sustentabilidade preconizados mundo afora e as ações desencadeadas no Brasil e na Amazônia para a conquista dessa sustentabilidade. 
Na segunda parte, analisa o processo de gestão ambiental levado a efeito na Amazônia e no Acre, bem como sua importância para superar o desafio de fomentar o crescimento econômico sem comprometer a sustentabilidade ecológica da região. 
Aponta como saída inexorável a exploração comercial da biodiversidade florestal, na condição de principal vocação produtiva natural da Amazônia. 
Na terceira e última parte, discute e propõe a formação de um pacto político, no sentido de promover a maior vantagem competitiva da Amazônia: a biodiversidade florestal.

### Reserva Extrativista Porto Dias: Uso múltiplo da floresta e gestão comunitária
Apresenta uma análise detalhada da experiência realizada pelo Centro dos Trabalhadores da Amazônia, CTA, no Projeto de Assentamento Porto Dias, localizado em Acrelândia e implantado e gerido pelo Incra. 
No período entre 1992 a 1999 um conjunto de técnicos, a maioria engenheiros florestais, conceberam uma das experiências mais premiadas e promissoras de manejo florestal comunitário para produção de madeira. 
Trata-se, do primeiro projeto de exploração de madeira sob gestão comunitária realizado na Amazônia. Como todo projeto pioneiro, que envolve dois temas polêmicos como a produção de madeira e a transformação do seringueiro em manejador florestal, os técnicos tiveram que superar um conjunto expressivo de desafios.
Essa experiência contribuiu para transformar a tecnologia do manejo florestal comunitário em política pública em nível nacional.

### Microcrédito Florestal na Amazônia: Plano de Negócios
Com assessoria da consultoria McKinsey a equipe técnica da Andiroba elaborou um ousado plano de negócios para implantar no Acre uma empresa de microcrédito, especializada em recursos florestais. 
A ideia principal era de que produtos com elevado potencial de mercado como: açaí, castanha, copaíba, sementes e carne de capivara, somente para ficar nos produtos de menor risco comercial e mais promissores em termos de tecnologia de manejo e renda, pudessem receber apoio de crédito, o que não ocorre por meio do sistema oficial de crédito rural operado na Amazônia, que privilegia o desmatamento e a criação de boi.

### Criação de Paca em Sistema Agrosilvopastoril
Assumindo que existem duas diretrizes principais a serem seguidas na Amazônia, sendo a primeira relacionada às áreas com cobertura florestal, que representam 80% do território da região, e a segunda as áreas onde a floresta foi removida para criação de boi, compreendendo os 20% restantes do território, o manejo florestal comunitário e o reflorestamento, respectivamente, devem ser encarado como prioridade.
Na tentativa de propor tecnologia de reflorestamento de áreas desmatadas concebeu-se um sistema agrosilvopastoril ancorado na produção de frutíferas, como o cupuaçu, de árvores, como a seringueira, consorciados à criação de paca e capivara.
O livro retrata a experiência do que pode ser o primeiro sistema agroflorestal instalado na Amazônia e sua elevação à tecnologia do SAS – Sistema Agrosilvopastoril.